# Mohamed Brahmi

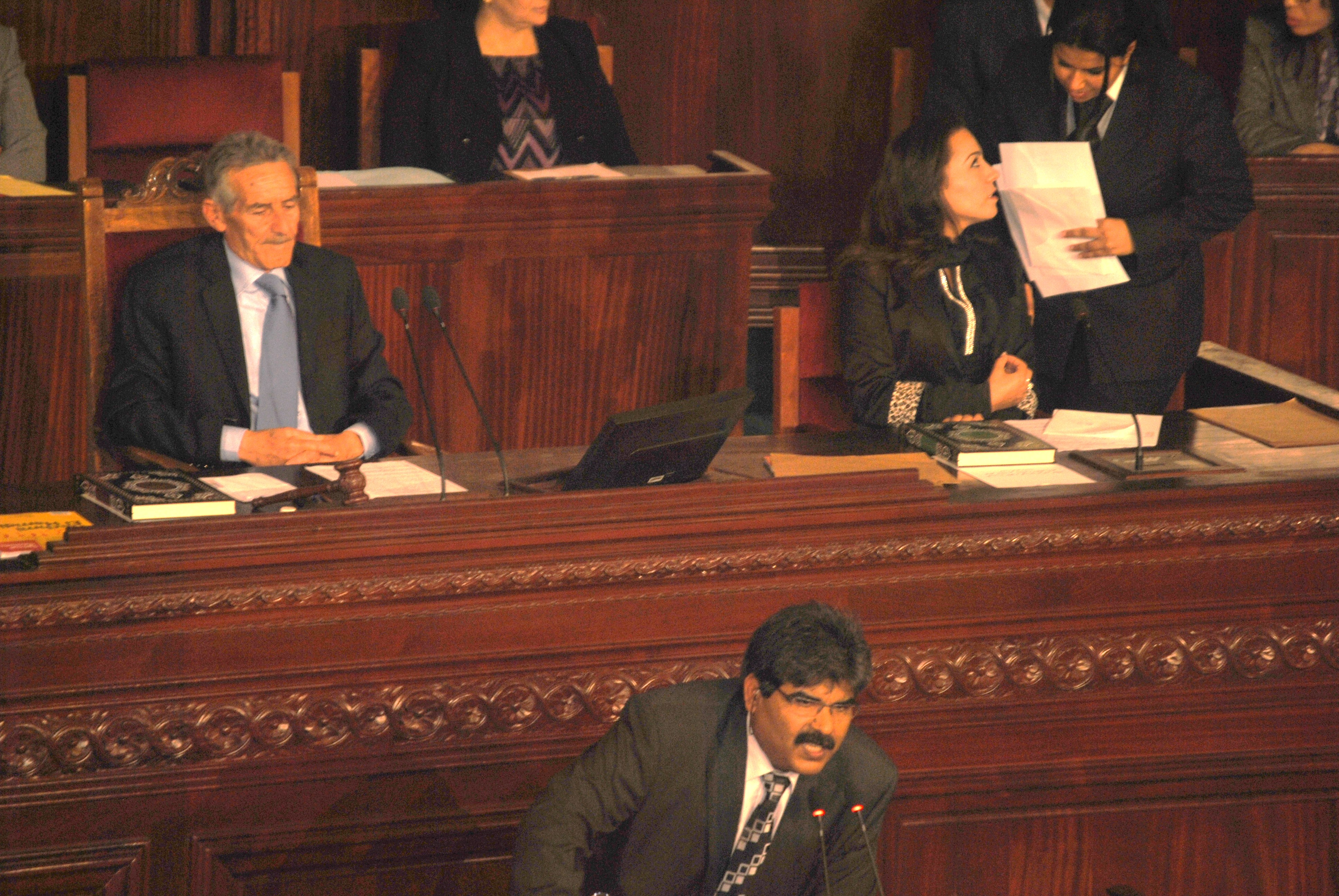
Mohamed Brahmi la tribuna Adunării Constituante a Tunisiei

Mohamed Brahmi (n. 15 mai 1955, Sidi Bouzid, Guvernoratul Sidi Bouzid, Tunisia – d. 25 iulie 2013, Ariana, Guvernoratul Ariana, Tunisia) a fost un politician tunisian. 

## Biografie
Brahmi a fost liderul și fondatorul partidului politic Mișcarea Populară (Echaâb), care sub conducerea sa a câștigat două locuri în Adunarea Constitutivă (parlament unicameral) în alegerile din Tunisia în 2011.

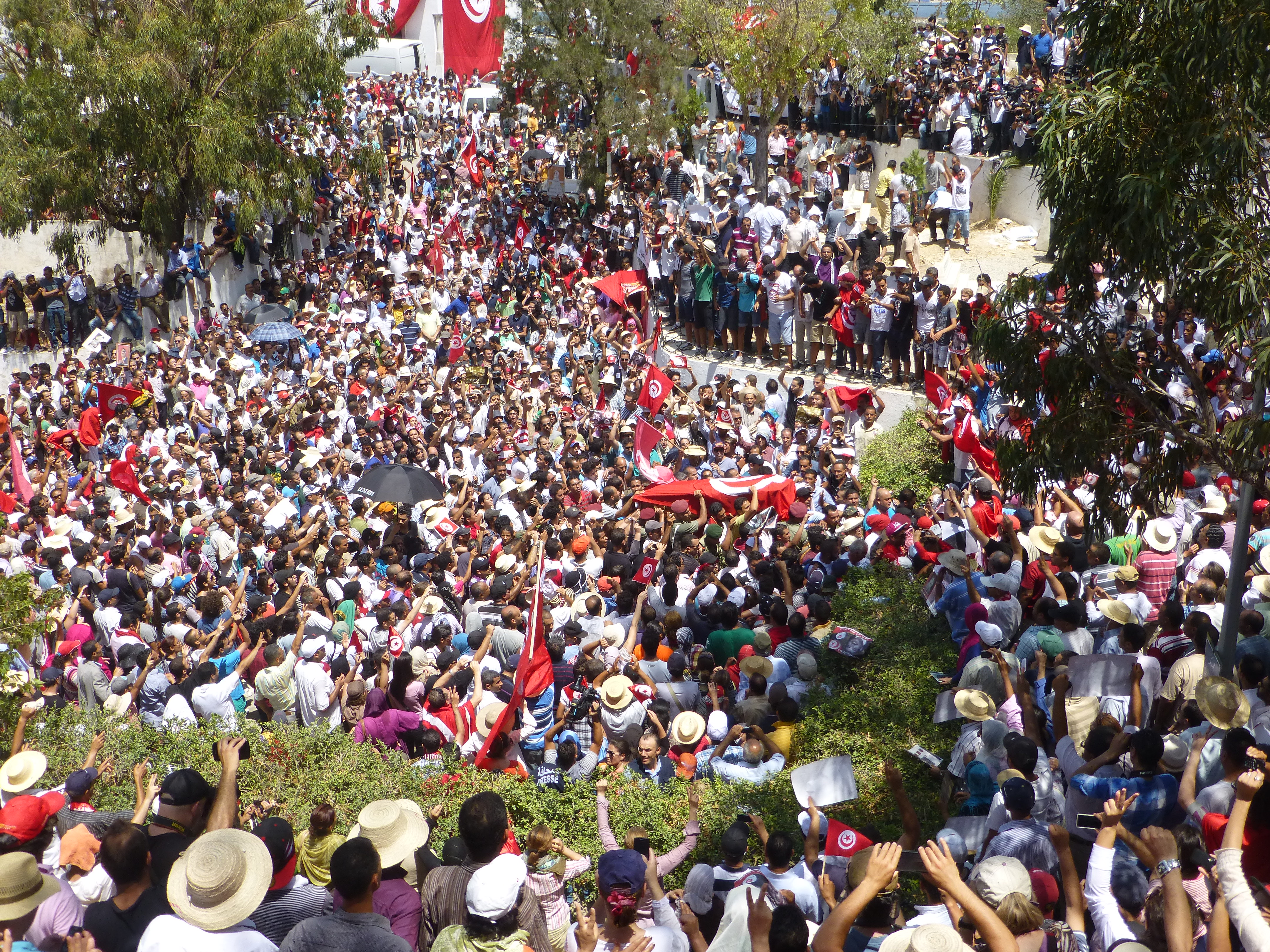
Ceremonia de înmormântare a lui Brahmi

Brahmi a fost împușcat la 25 iulie 2013 în fața soției și copiilor de doi oameni pe un scuter, decedând pe loc.